# Nitrica (rivière)
Pour les articles homonymes, voir Nitrica.
La Nitrica (prononciation slovaque : [ˈɲɪtrɪt͡sa]) est une rivière de l’ouest de la Slovaquie et un affluent de la Nitra, donc un sous-affluent du Danube via le Váh.
Longue de 51,4 km, elle prend sa source dans les monts Strážovské, plus précisément entre les monts Homôľka et Vápeč. Elle se jette dans la Nitra à Partizánske.

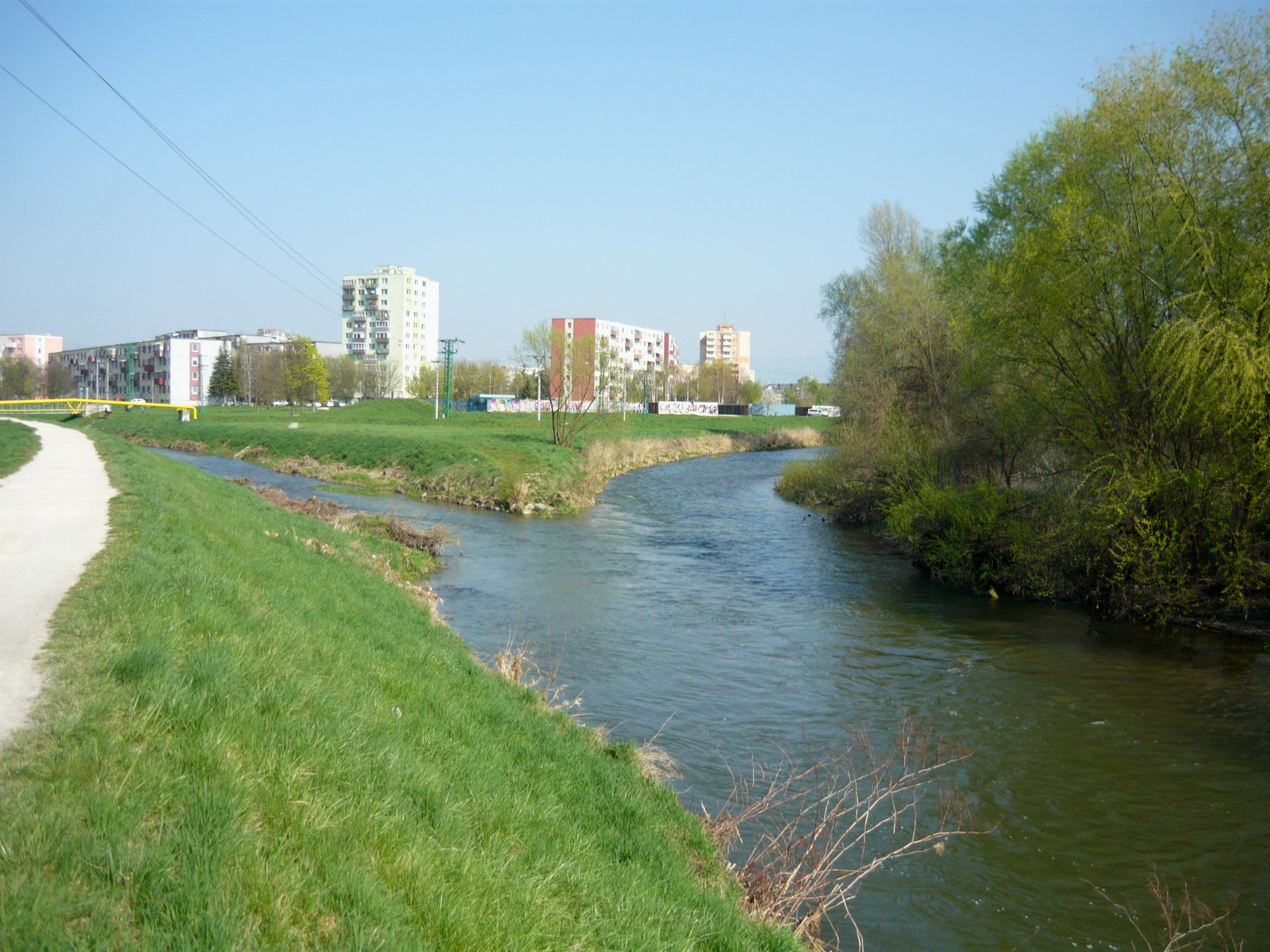
Le confluent de la Nitra et de la Nitrica (à gauche) à Partizánske